# Andrew Nabbout
Andrew Nabbout est un footballeur international australien né le 17 décembre 1992 à Melbourne. Pouvant évoluer au poste d'ailier ou d'avant-centre, il joue pour le club de Melbourne City.

## Biographie

### En équipe nationale
D’origine Libanaise Andrew Nabbout fait ses débuts avec l'équipe d'Australie le 23 mars 2018, en étant titulaire pour un match amical face à la Norvège (défaite 4-1). 
Le 1er juin 2018, Nabbout marque son premier but en équipe nationale lors d'un match amical contre la République tchèque (victoire 4-0). Deux jours plus tard, Bert van Marwijk le retient dans sa liste des 23 Socceroos pour disputer la Coupe du monde 2018 en Russie.

## Palmarès

### En club
Avec Melbourne Victory
- Champion d'Australie en 2015

### Distinctions personnelles
- Meilleur joueur du mois de janvier 2017 du championnat d'Australie[4]
- Auteur du plus beau but du championnat d'Australie en 2018[5]

## Statistiques

### En club
Le tableau ci-dessous récapitule les statistiques d'Andrew Nabbout lors de sa carrière professionnelle en club :
| Saison                | Club                  | Championnat           | Championnat | Championnat | Coupe(s) nationale(s) | Coupe(s) nationale(s) | Compétition(s) continentale(s) | Compétition(s) continentale(s) | Compétition(s) continentale(s) | Autres compétitions | Autres compétitions | Autres compétitions | Total | Total |
| Saison                | Club                  | Division              | M.          | B.          | M.                    | B.                    | Comp.                          | M.                             | B.                             | Comp.               | M.                  | B.                  | M.    | B.    |
| 2012-2013             | Melbourne Victory     | 1                     | 19          | 4           | -                     | -                     | -                              | -                              | -                              | Playoffs            | 2                   | 0                   | 21    | 4     |
| 2013-2014             | Melbourne Victory     | 1                     | 13          | 1           | -                     | -                     | AFC                            | 5                              | 0                              | Playoffs            | 1                   | 0                   | 19    | 1     |
| 2014-2015             | Melbourne Victory     | 1                     | 5           | 0           | 1                     | 0                     | -                              | -                              | -                              | -                   | -                   | -                   | 6     | 0     |
| 2016                  | Negeri Sembilan FA    | 2                     | 12          | 8           | 2                     | 1                     | -                              | -                              | -                              | -                   | -                   | -                   | 14    | 9     |
| 2016-2017             | Newcastle Jets        | 1                     | 24          | 8           | 1                     | 0                     | -                              | -                              | -                              | -                   | -                   | -                   | 25    | 8     |
| 2017-2018             | Newcastle Jets        | 1                     | 22          | 10          | 1                     | 0                     | -                              | -                              | -                              | -                   | -                   | -                   | 23    | 10    |
| 2018                  | Urawa Red Diamonds    | 1                     | 6           | 0           | 2                     | 0                     | -                              | -                              | -                              | -                   | -                   | -                   | 8     | 0     |
| Total sur la carrière | Total sur la carrière | Total sur la carrière | 101         | 31          | 7                     | 1                     | -                              | 5                              | 0                              | -                   | 3                   | -                   | 116   | 32    |

### But en équipe nationale
| No | Date             | Stade, ville, pays                                              | Adversaire | Résultat | Compétition  |
| -- | ---------------- | --------------------------------------------------------------- | ---------- | -------- | ------------ |
| 1  | 1er juin 2018    | NV Arena, Sankt Pölten, Autriche                                | Tchéquie   | V 4-0    | Match amical |
| 2  | 30 décembre 2018 | Stade Maktoum bin Rashid Al Maktoum, Dubaï, Émirats arabes unis | Oman       | V 5-0    | Match amical |